# アームドポリス バトライダー
『アームドポリス バトライダー』（ARMED POLICE BATRIDER）は1998年12月にライジングからアーケードゲームとして発売された縦スクロールシューティングゲーム。

## 概要
実質的に『バトルガレッガ』の続編となる作品。アメコミ風の世界観のカラフルな画調が特徴で、おもに演出が強化されている。
ストーリーは、犯罪都市ゼノビア・シティを舞台に、収監中の犯罪者が減刑と引き換えに危険な任務を請け負う特殊武装警察「ZERO COP」の戦いを描いたもの。
操作方法やランク上昇を含めた様々なゲームシステムは、『バトルガレッガ』を踏襲する。新要素として、いわゆる「溜め撃ち」と「チーム編成」が取り入れられた。
溜め撃ちは一定時間ショットボタンを離した後ボタンを押すと、その場にオプションを設置すると同時に一定時間強力なショットを発射できる。
自機としてチームを組んだ3人を選択する。ゲームスタート時は最初に選択したキャラクターの機体を操作し、ミスすると次の機体が出撃、3人ともミスするとゲームオーバーというユニークなシステムである。機体特性による性能差を考慮して自機を選択する必要がある。また、チーム編成によって登場する隠しボスも存在する。
本作は『魔法大作戦』と同様にオプションから発射されるショットもパワーアップされるシステムで、オプションのフォーメーション変更は無くなった（ただし、隠し機体の『バトルガレッガ』機体のみフォーメーション変更可能）。
この他にも、連射速度をプレイヤーの操作で変更可能にする、弾が見づらいとされた『バトルガレッガ』を踏まえ敵弾を原色多目の色使いにし、また敵弾の色を変更できるようにする、オブジェクト破壊時の得点を表示する機能、敵弾にかすると得点が入るシステム（同時にランクもわずかに低下する）、溜め撃ちのオーラで敵を破壊するとボンバーで破壊したとき同様に高得点となる等、細かな配慮にもとづくシステム改善がなされた。
ゲーム開始時には以下の4つのモード（うち一つは隠し要素）から選択できる。ステージ2から4の並びはランダムだが、隠し要素で任意選択できるようになる。基本は全7ステージ。特殊条件を満たすと隠しボスが登場するステージが挿入され、全てのステージを出現させた場合には最終面は11面となる。
- 練習コース - 3ステージで終了。敵弾が当たりそうになると自動でボンバーを発射する「オートボンバー」機能付き。
- 一般コース - 5ステージで終了する。
- 上級コース - 全7ステージをプレイできる。
- 特別コース - 各ステージのボス戦のみを行う隠しモード。

「ライジングオールスター」を謳っており、過去作品『バトルガレッガ』や『魔法大作戦』に登場した機体やボスが登場する他、作編曲陣も並木学、小谷野謙一、崎元仁といったライジングの作品に携わったメンバーが担当した。過去作ボスとの戦闘時には、アレンジされた原作のBGMが流れる。
発売初期のバージョンではいわゆる永久パターンのバグが存在する。これを修正したBバージョンが無償配布された。電源パターンと呼ばれるアイテム調整（敵が落とすアイテムテーブルがプレー間ではリセットされないが、電源断でリセットされる）からの反省か、Bバージョンでは電源投入直後に難易度が上がり、デモ画面のままで放置することで難易度が減少するというプログラムが仕込まれているが、これはテストモードでスタートボタンを押したままゲームモードを起動することで初期難易度に戻すことができる。
本作のコンシューマ移植は、セガトイズより2022年7月28日発売の「アストロシティミニ V」への収録が初となる。

## 登場キャラクター

### デフォルトキャラクター
3つのチームからいずれかを選び、3人の乗る機体を順番に操作する。稼働日数経過によるタイムリリースでチームの枠を無視して自由に3人を選択できるようになる。さらに稼働日数が経過すると、同じ機体を複数選択することも可能になる。
キャラクター名の後は機体（バイク）名。
- 元警官チーム
  - D・D/FLYING KILLER
  - ショーティ/Carry Carry
  - ジュージ/Sangerea 5280
- 超能力者チーム
  - マリア/CLITTER 4
  - ゴールデン/Razar Back
  - ストローマン/Beyond 8570
- 凶悪犯罪者チーム
  - バースデイ/Mad Romero
  - ダグ・T/GRIZZLY VSE
  - アダム/V-TWIN

### ゲストキャラクター
タイムリリースで使用可能となる。
カッコ内は登場作品名。
- 戦士 ガイン/VALHALLYZER（『魔法大作戦』など）
- 魔法使い チッタ/GUN-DALF（『魔法大作戦』など）
- 侍竜 ミヤモト（『魔法大作戦』など）
- 呪術師 ボーンナム/GOLGODIAN（『魔法大作戦』など）
- B・ウェイン/SILVER SWORD、FLYING BARON（『バトルガレッガ』）
- J・ウェイン/GRASSHOPPER、WILD SNAIL（『バトルガレッガ』）
- カー・ペット/MAGIC CARPET（『疾風魔法大作戦』）